# Saison 4 de Bob l'éponge
Chronologie
Saison 3 Saison 5
Cet article présente les épisodes de la quatrième saison de la série d'animation télévisée américain Bob l'éponge diffusée du 6 mai 2005 au 24 juillet 2007 sur Nickelodeon.
En France, la quatrième saison est diffusée sur TF1 de 2006 à 2007, la série passe à partir de 2006 dans l'émission TF! (devenu TFOU en 2007) en plus des heures habituelles. Puis elle est rediffusée du 19 septembre 2006 au 30 juin 2007 sur Nickelodeon France.

## Production

### Développement
Le show runner de cette saison est Paul Tibbitt.

## Épisodes
| № | #   | Titre français / Titre original                                                | Réalisation              | Scénario                                         | Première diffusion | Première diffusion                                  | Audiences |
| --- | --- | ------------------------------------------------------------------------------ | ------------------------ | ------------------------------------------------ | ------------------ | --------------------------------------------------- | --------- |
| 61a | 1a  | Ouverture non-stop ! Fear of a Krabby Patty                                    | Alan Smart               | C.H. Greenblatt et Paul Tibbitt                  | 6 mai 2005         | 17 juin 2006 (TF1)19 septembre 2006 (Nickelodeon)   | 2,60      |
| Voyant que son rival Plankton ouvre son restaurant pendant 23h, le capitaine Krabs décide d'ouvrir son restaurant 24h/24. Ceci est une ruse de Plankton afin que les employés du Crabe Croustillant soient épuisés. Seul Bob tient le coup jusqu'à qu'il ait des hallucinations qui se transforme en phobie de pâtées de crabes. Monsieur Krabs lui conseille de voir un psychiatre, une occasion pour Plankton d'extirper un maximum d'informations. |     |                                                                                |                          |                                                  |                    |                                                     |           |
| 61b | 1b  | Les Gars de la Marine Shell of a Man                                           | Tom Yasumi               | Mike Bell et Paul Tibbitt                        | 6 mai 2005         | 17 juin 2006 (TF1)19 septembre 2006 (Nickelodeon)   | 2,60      |
| Aujourd'hui a lieu la réunion des anciens membres de la Marine, dont fait partie le capitaine, dit "Eugène Abdos d'Argent Krabs". Seulement, étant devenu trop gros, il mue et perd sa carapace lui assurant sa réputation. C'est alors qu'il a une idée : envoyer Bob à sa place avec sa carapace vide. |     |                                                                                |                          |                                                  |                    |                                                     |           |
| 62a | 2a  | Le Matelas perdu The Lost Mattress                                             | Alan Smart               | Mike Bell et Tim Hill                            | 13 mai 2005        | 20 septembre 2006                                   | -         |
| Le Capitaine Krabs arrive au restaurant plutôt mal en point, son dos le fait souffrir et il crie sur l'éponge. Bob s'inquiète de sa santé et à l'aide de son ami Patrick et de Carlo, ils décident de se cotiser pour acheter un nouveau matelas au capitaine, en jetant l'ancien dans une décharge. Ce qu'ils ne savaient pas, c'est que l'ancien matelas contenait les économies du capitaine Krabs. En apprenant cela, le capitaine tombe dans le coma. |     |                                                                                |                          |                                                  |                    |                                                     |           |
| 62b | 2b  | Le Procès Krabs vs. Plankton                                                   | Tom Yasumi               | Tim Hill, Mike Mitchell et Vincent Waller        | 13 mai 2008        | 21 septembre 2006                                   | -         |
| En tentant de voler encore une fois la recette secrète du pâté de crabe, Plankton se rend tranquillement au Crabe Croustillant jusqu'à ce qu'il trébuche sur une flaque d'eau laissée par Bob qui était en train de nettoyer. En entendant une conversation comme quoi il pouvait réclamer des dommages et intérêts (dont la recette secrète), Plankton traine l'affaire en justice. Un avocat est désigné pour le capitaine mais celui-ci lâche l'affaire après avoir subi le même accident que Plankton. C'est donc Bob qui est chargé de la défense du capitaine Krabs. |     |                                                                                |                          |                                                  |                    |                                                     |           |
| 63 | 3   | La Fugue de Gary Have You Seen This Snail?                                     | Alan Smart et Tom Yasumi | Aaron Springer et Paul Tibbitt                   | 11 novembre 2005   | 22 septembre 2006                                   | 7,93,     |
| En ramenant de la nourriture pour escargots chez lui, Bob reçoit un colis de l'homme-sirène et du Bernard l'Hermite contenant une raquette à balle de ping-pong attaché à un fil. Voyant le record établi par la Bulle Infernale, celui-ci s'y met d'arrache-pied et néglige son escargot, jusqu'à oublier de le nourrir et de lui crier dessus quand il le déconcentre. Le pauvre Gary décide alors de quitter la maison pour chercher un nouveau propriétaire et est finalement recueilli par une vieille dame. Finalement, Bob remarque l'absence de son escargot et met tout en œuvre pour le retrouver. Au même moment, Gary apprend la vérité sur la personne qui l'a nourri et dorloté. - Invités : Amy Poehler (La Grand-mère), Stew (Musicien de la musique : Gary Come Home) |     |                                                                                |                          |                                                  |                    |                                                     |           |
| 64a | 4a  | La Pince au peluches Skill Crane                                               | Alan Smart               | Kyle McCulloch, Aaron Springer et Vincent Waller | 20 mai 2005        | 23 septembre 2006                                   | -         |
| Le capitaine Krabs a acquis une nouvelle machine au restaurant afin de faire des bénéfices : une machine remplie de peluches que l'on tente de récupérer à l'aide d'une pince. Offrant la première partie à ses 2 employés, Carlo échoue tandis que Bob réussit du premier coup. Jaloux, il réessaie plusieurs fois, sans succès alors que Bob tire encore une peluche, et une autre, et même deux d'un coup (dont une qu'il remet dans la machine). Cela obnubile le calamar qui perd son sérieux et sa concentration chez lui et décide de miser tout son argent pour tirer au moins une peluche. |     |                                                                                |                          |                                                  |                    |                                                     |           |
| 64b | 4b  | Vive le dimanche Good Neighbors                                                | Tom Yasumi               | Mike Bell                                        | 20 mai 2005        | 23 septembre 2006                                   | -         |
| Le dimanche est le jour préféré de Carlo où il peut se détendre. Mais avec des voisins bruyants, pas facile de profiter de cette journée. Bob et Patrick ont inventé un club ou le calamar serait leur président. Voulant profiter de son dimanche, Carlo leur fait faire plusieurs tâches afin d'avoir la paix. |     |                                                                                |                          |                                                  |                    |                                                     |           |
| 65a | 5a  | Le Rachat Selling Out                                                          | Alan Smart               | Zeus Cervas, Erik Wiese et Tim Hill              | 23 septembre 2005  | 24 septembre 2006                                   | -         |
| Un PDG d'une chaine de restaurant, Howard Blandy, décide de racheter le Crabe Croustillant contre plusieurs mallettes remplis d'argent. Le Capitaine Krabs accepte sans hésiter et profite de sa retraite. Mais il va vite s'ennuyer et le nouveau restaurant apporte son lot de surprise à Bob et Carlo. |     |                                                                                |                          |                                                  |                    |                                                     |           |
| 65b | 5b  | La Boîte à rire Funny Pants                                                    | Tom Yasumi               | Luke Brookshier, Tom King et Steven Banks        | 30 septembre 2005  | 24 septembre 2006                                   | -         |
| À cause d'une simple blague, Bob n'arrête pas de rire toute la journée, ce qui énerve le calamar au plus haut point. Le lendemain, il recommence mais cette fois-ci, Carlo lui raconte une histoire pour avoir la paix : s'il n'arrête pas de rire, sa boite à rire va se casser et il sera incapable de rire. Il doit donc se contrôler 24h sans rire une fois. |     |                                                                                |                          |                                                  |                    |                                                     |           |
| 66 | 6   | Bouffons et dragons Dunces and Dragons                                         | Alan Smart et Tom Yasumi | Zeus Cervas, Erik Wiese et Tim Hill              | 20 février 2006    | 25 septembre 2006                                   | 8,60      |
| En participant à un tournoi médiéval, Bob et Patrick se font éjecter de leur hippocampes et se trouve projeter dans les airs avant de retomber au sol...au XIIe siècle. Ils doivent alors accomplir la prophétie du Roi Krabs: sauver la princesse Pearl des griffes du dragon à la solde de Plankonamor. - Note : Les personnages médiévalaux sont les ancêtres de Carlo (Carli), Chevalier Noir (Sandy) et Planktonamor (Plankton) |     |                                                                                |                          |                                                  |                    |                                                     |           |
| 67a | 7a  | Un Plankton chez les Krabs Enemy-in-Law                                        | Andrew Overtoom          | Tom King, Luke Brookshier et Tim Hill            | 14 octobre 2005    | 25 septembre 2006                                   | -         |
| Une nouvelle fois, Plankton échoue dans sa tentative de voler la recette secrète du pâté de crabe. En se disputant avec sa F.E.M.E Karen, il aperçoit au loin une vieille dame sortir du restaurant du capitaine Krabs. C'est le coup de foudre pour le plancton qui décide de l'inviter au restaurant. Mais cette vieille dame n'est autre que la maman du capitaine Krabs. |     |                                                                                |                          |                                                  |                    |                                                     |           |
| 67b | 7b  | L'Homme-Sirène et le Bernard l'ermite, le film Mermaid Man and Barnacle Boy VI | Andrew Overtoom          | Casey Alexander, Chris Mitchell et Paul Tibbitt  | 21 octobre 2005    | 25 septembre 2006                                   | -         |
| Lors d'un réunion au Fan Club des héros de l'Homme-Sirène et le Bernard l'Hermite, Bob et Patrick se mettent en colère en apprenant que leur héros préférés sont remplacés par des acteurs. Ils se font virés du fan club et apprennent la vérité au vrais héros. Ils décident alors de tourner un film avec les vrais vedettes. - Invités : Ernest Borgnine (l'Homme-Sirène) et Tim Conway (Bernard l'Ermite) |     |                                                                                |                          |                                                  |                    |                                                     |           |
| 68a | 8a  | Patrick devient intelligent Patrick SmartPants                                 | Tom Yasumi               | Casey Alexander, Chris Mitchell et Tim Hill      | 21 octobre 2005    | 26 septembre 2006                                   | -         |
| En s'amusant avec Bob, Patrick ne fait pas attention devant lui et tombe d'une falaise. Bob part le secourir et le retrouve avec son crâne manquante égarée. En le retrouvant et le remettant en place, un sentiment mystérieux se développe chez Patrick : il est devenu intelligent tel un savant avec une éloquence dans sa manière de parler et d'agir. Ce qui pose un problème maintenant car il n'arrive plus à jouer comme avant avec son meilleur ami. Il décide dès lors de mettre fin à leur amitié. |     |                                                                                |                          |                                                  |                    |                                                     |           |
| 68b | 8b  | Carlo l'Éponge et Bob Tentacule SquidBob TentaclePants                         | Alan Smart               | Zeus Cervas, Erik Wiese et Steven Banks          | 4 novembre 2005    | 26 septembre 2006                                   | -         |
| Bob rend visite à Sandy qui a développé une nouvelle machine à téléportation. Cette machine est capable de téléporter des objets mais n'a jamais été testé sur un sujet vivant. Comme Bob est en retard pour son travail, il teste cette dernière et se retrouve devant l'entrée du restaurant. Seulement, Carlo se trouvait aussi au même endroit avant que Bob ne se téléporte. Cela provoque un dysfonctionnement de la machine qui ramène l'éponge au point de départ... avec le calamar en prime, créant un seul être : une éponge avec une tête de calamar sur le côté, et des bras et des jambes mélangés. |     |                                                                                |                          |                                                  |                    |                                                     |           |
| 69a | 9a  | L'Hôtel du Capitaine Krusty Towers                                             | Andrew Overtoom          | Luke Brookshier, Tom King et Steven Banks        | 1er avril 2006     | 27 septembre 2006                                   | -         |
| Lors d'un voyage, le capitaine Krabs était surpris de voir le prix excessif d'un hamburger vendu dans un hôtel, et la qualité du service résumé en une doctrine : Nous servons nos clients même la demande la plus ridicule. Il décide donc de transformer son restaurant en hôtel de luxe. Bob et Carlo deviennent alors valets de chambre. |     |                                                                                |                          |                                                  |                    |                                                     |           |
| 69b | 9b  | Madame Puff est renvoyée Mrs. Puff, You're Fired                               | Tom Yasumi               | Casey Alexander, Chris Mitchell et Tom Hill      | 1er avril 2006     | 27 septembre 2006                                   | -         |
| À force d'accumuler les échecs au permis bateau de Bob, le comité d'école de conduite décide de relever Madame Puff de ses fonctions, qui est remplacée par un nouveau moniteur, plutôt strict et féroce. Bob va devoir endurer toutes ces épreuves pour réussir son permis. |     |                                                                                |                          |                                                  |                    |                                                     |           |
| 70a | 10a | Une invention, vite ! Chimps Ahoy                                              | Andrew Overtoom          | Luke Brookshier, Tom King et Steven Banks        | 5 mai 2006         | 27 septembre 2006                                   | -         |
| Stressée par la visite du comité scientifique ayant accordé le permis à Sandy de vivre sous l'eau à Bikini Bottom, cette dernière doit inventer une nouvelle invention pour éviter d'être renvoyée, mais elle ne trouve pas l'inspiration et abandonne. Bob et Patrick décide de l'aider en créant eux-mêmes la nouvelle invention. |     |                                                                                |                          |                                                  |                    |                                                     |           |
| 70b | 10b | Un fantôme déprimé Ghost Host                                                  | Alan Smart               | Erik Wiese, Zeus Cervas et Tim Hill              | 5 mai 2006         | 27 septembre 2006                                   | -         |
| À la suite d'un accident en se perdant dans le brouillard, le bateau du Hollandais Volant s'écrase à Bikini Bottom, près de la maison de Bob l'éponge. En attendant les réparations, ce dernier va hanter la maison de notre cher cuistot. Mais en restant trop longtemps chez lui, Bob finit par connaître tous ses tours et en est vite lassé. Le fantôme commence à déprimer mais se fera aider par notre ami à reprendre sa confiance. |     |                                                                                |                          |                                                  |                    |                                                     |           |
| 71a | 11a | L'Anniversaire de Pearl Whale of a Birthday                                    | Tom Yasumi               | Luke Brookshier, Tom King et Paul Tibbitt        | 12 mai 2006        | 28 septembre 2006                                   | -         |
| C'est le 16e anniversaire de Pearl, la fille du Capitaine Krabs, et elle redoute qu'une seule chose : que sa fête soit gâchée à cause de son père trop radin qui à ruiner ses fêtes précédents. Elle lui demande cette fois de faire un effort et lui écrit une liste de ce qu'elle souhaite. Le capitaine Krabs charge alors Bob de suivre Pearl en cachette et de lui acheter tout ce qu'elle désire avec sa propre carte bancaire. |     |                                                                                |                          |                                                  |                    |                                                     |           |
| 71b | 11b | L'Île Karaté Karate Island                                                     | Tom Yasumi               | Casey Alexander, Chris Mitchell et Steven Banks  | 12 mai 2006        | 28 septembre 2006                                   | -         |
| Pendant qu'il nettoyait la coquille de son escargot, Bob reçoit une casquette vidéo lui montrant qu'il a gagné un voyage sur l'île du Karaté où il pourra devenir Roi s'il parvient à vaincre tous les ennemis. Très heureux, il raconte son histoire à Sandy qui avoue n'avoir jamais entendu parler d'un tel endroit. Elle décide de l'accompagner. - Invité : Pat Morita (Maître Udon) - Note : Sandy porte le costume jaune que porte Bruce Lee - Autre : Le doubleur Pat Morita est décédé peu de temps avant la diffusion de cet épisode. Un hommage lui a été rendu. |     |                                                                                |                          |                                                  |                    |                                                     |           |
| 72a | 12a | Spat... All That Glitters                                                      | Andrew Overtoom          | Zeus Cervas, Erik Wiese et Steven Banks          | 2 juin 2006        | 29 septembre 2006                                   | -         |
| Lors qu'un client commande un pâté de crabe géante, Bob casse accidentellement sa spatule préférée "Spat". Envoyée à l'hôpital, Bob ne sait pas quoi faire. Son patron et un comédien déguisé en médecin lui conseille de penser à remplacer sa spatule. |     |                                                                                |                          |                                                  |                    |                                                     |           |
| 72b | 12b | Le Puits à souhaits Wishing You Well                                           | Andrew Overtoom          | Luke Brookshier, Tom King et Steven Banks        | 2 juin 2006        | 29 septembre 2006                                   | -         |
| Quand le capitaine Krabs voit un couple jeté une pièce dans un puits pour réaliser leur vœu, il voit cela comme étant la plus grande escroquerie qui n'ait jamais existé. Il décide alors de creuser son propre Puits à Souhait derrière le Crabe Croustillant et offre à Bob une nouvelle promotion : rester au fond du puits pour rapporter les pièces. |     |                                                                                |                          |                                                  |                    |                                                     |           |
| 73a | 13a | Une nouvelle vie New Leaf                                                      | Alan Smart               | Zeus Cervas, Erik Wiese et Steven Banks          | 22 septembre 2006  | 30 septembre 2006                                   | -         |
| Plankton en a marre d'échouer sans cesse pour voler la formule secrète du pâté de crabe. Il abandonne donc cette voie, ainsi que la restauration pour se consacrer dans la vente de bibelots. Mais le capitaine n'étant pas dupe de ce stratagème va tout faire pour lui mettre la recette entre les mains. Mais le plancton la rejette à chaque fois, ce qui met le doute au capitaine de savoir si Plankton a vraiment changé. |     |                                                                                |                          |                                                  |                    |                                                     |           |
| 73b | 13b | Gare à Gary Once Bitten                                                        | Alan Smart               | Casey Alexander, Chris Mitchell et Steven Banks  | 29 septembre 2006  | 30 septembre 2006                                   | -         |
| Du fait que l'escargot de Bob n'arrête pas d'aller dans le jardin de Carlo en laissant ses traces de baves, le calamar érige une cloison de rondins de bois barbelé autour de chez lui. C'est alors que l'escargot le mord. Il demande alors s'il est vacciné contre toutes les maladies. Il répond oui, sauf à une maladie : la maladie de l'escargot fou, transformant toute personne mordue en zombie. Voulant enfermer l'escargot, celui-ci s'échappe en ville et créer une véritable épidémie. - Note : La maladie de l'escargot fou est une parodie de la maladie de la vache folle. |     |                                                                                |                          |                                                  |                    |                                                     |           |
| 74a | 14a | Allez, dehors ! Vacances... Bummer Vacation                                    | Tom Yasumi               | Casey Alexander, Chris Mitchell et Dani Michaeli | 13 octobre 2006    | 1er janvier 2007                                    | -         |
| Afin d'éviter de payer une amende aux syndicats des cuisiniers, le capitaine Krabs est forcé de mettre Bob en congé. Mais cela s'annonce difficile car notre éponge aime trop son travail et voudra y retourner travailler par tous les moyens. |     |                                                                                |                          |                                                  |                    |                                                     |           |
| 74b | 14b | La Perruque Wigstruck                                                          | Alan Smart               | Luke Brookshier, Tom King et Dani Michaeli       | 17 novembre 2006   | 1er janvier 2007                                    | -         |
| Un chanteur d'un célèbre de groupe de rock poisson perd sa perruque et c'est Bob qui la retrouvera. Lui plaisant, il décide de la porter, et tous les habitants se moquent de lui. Ne remarquant rien, il prend ses rires comme des flatteries. C'est Sandy qui lui dira la vérité. |     |                                                                                |                          |                                                  |                    |                                                     |           |
| 75a | 15a | Voyage au centre d'une pieuvre Squidtastic Voyage                              | Tom Yasumi               | Luke Brookshier, Tom King et Dani Michaeli       | 6 octobre 2006     | 1er décembre 2006 (TF1)2 janvier 2007 (Nickelodeon) | -         |
| À cause de Bob et Patrick, Carlo a coincé le bec de sa clarinette au fond de sa gorge. Bob conduit alors le calamar chez Sandy qui pourrait l'aider. Celle-ci accepte grâce à la technologie de miniaturisation de sous-marin. Mais par accident, c'est Bob et Patrick qui se retrouve dans le vaisseau et sont envoyés dans le corps du calamar. |     |                                                                                |                          |                                                  |                    |                                                     |           |
| 75b | 15b | Le Déguisement That's No Lady                                                  | Andrew Overtoom          | Casey Alexander, Chris Mitchell et Steven Banks  | 25 novembre 2006   | 1er décembre 2006 (TF1)2 janvier 2007 (Nickelodeon) | -         |
| Pensant qu'il s'agit d'un tueur à gages qui lui dit de quitter la ville, Patrick s'enfuit en courant chez Bob. Pour éviter le soi-disant malfrat, il se déguise en se faisant passer pour une femme étoile de mer, nommée Patricia. Ce déguisement attire le succès auprès de la gent masculine. |     |                                                                                |                          |                                                  |                    |                                                     |           |
| 76a | 16a | L'Animal sauvage The Thing                                                     | Andrew Overtoom          | Zeus Cervas, Erik Wiese et Steven Banks          | 15 janvier 2007    | 21 avril 2007                                       | -         |
| Bob et Patrick s'invitant à l'improviste chez Carlo, le calamar ne peut pas profiter du concert de jazz à la télévision. Il décide de sortir et de s'en aller loin de chez lui mais il lui arrive un accident : il est recouvert de plâtre et fait les 400 coups à travers les égouts et la nature avant d'atterrir dans le champ des méduses. Le plâtre étant solidifié, personne ne reconnait Carlo. Quand Patrick et Bob l'aperçoivent, ils pensent qu'il s'agit d'un animal sauvage. Ils veulent le recueillir mais il se fera attraper par la sécurité et jeter dans un zoo. |     |                                                                                |                          |                                                  |                    |                                                     |           |
| 76b | 16b | Bob le Magicien Hocus Pocus                                                    | Alan Smart               | Casey Alexander, Chris Mitchell et Steven Banks  | 15 janvier 2007    | 21 avril 2007                                       | -         |
| En regardant la télé, Bob aperçoit une publicité sur la magie. Intrigué, il commande une boite contenant le matériel de magie. Pensant qu'il s'agit de vrai magie, il essaie plusieurs tours, notamment avec Carlo allongé sur son transat. Par pure coïncidence, le calamar s'en va au profil d'une glace perdu par un enfant dans une voiture et l'éponge croit vraiment l'avoir transformé et panique car il ne sait pas comment rendre son aspect normal. |     |                                                                                |                          |                                                  |                    |                                                     |           |
| 77a | 17a | Le Permis de bateau Driven to Tears                                            | Andrew Overtoom          | Luke Brookshier, Tom King et Steven Banks        | 19 février 2007    | 21 avril 2007                                       | -         |
| Bob échoue une nouvelle fois à son permis bateau, ce qui exaspère son ami Patrick qui veut le passer lui-même pour savoir le problème. Il réussit du premier coup, et comme il s'agit du 1000e titulaire d'un permis, il gagne un bateau. Ce double succès monte à la tête de Patrick, ce qui rend Bob jaloux |     |                                                                                |                          |                                                  |                    |                                                     |           |
| 77b | 17b | Le Roi Patrick Rule of Dumb                                                    | Tom Yasumi               | Zeus Cervas, Erik Wiese et Dani Michaeli         | 19 février 2007    | 21 avril 2007                                       | -         |
| Un membre du ministère de la couronne royale rend visite à Patrick afin de lui faire une annonce : en consultant l'arbre généalogique royale, la descendance s'arrête à Patrick. Il devient alors Roi de Bikini Bottom. Étant heureux, Patrick abuse de son pouvoir jusqu'à devenir un roi tyrannique en prenant tout ce qu'il veut sans permission. |     |                                                                                |                          |                                                  |                    |                                                     |           |
| 78a | 18a | La Mous...la...la... Born to Be Wild                                           | Tom Yasumi               | Luke Brookshier, Tom King et Steven Banks        | 31 mars 2007       | 23 avril 2007                                       | -         |
| Quand Bob se promène en se rendant au travail, il est renversé par un groupe de motard et arrache une partie de veste d'un motard contenant un W. Ces motards sont les Wouslala, de terribles mercenaires de la route qui peuvent détruire une ville. Bob et Patrick commence à paniquer. |     |                                                                                |                          |                                                  |                    |                                                     |           |
| 78b | 18b | La Recette du Lait aux Algues Best Frenemies                                   | Alan Smart               | Zeus Cervas, Erik Wiese et Dani Michaeli         | 31 mars 2007       | 23 avril 2007                                       | -         |
| Tout le monde à Bikini Bottom consomme une boisson qu'ils apprécient, à tel point que de nouvelles boutique apparaissent de partout en ville. Cela nuit gravement aux bénéfices du Capitaine Krabs, ainsi qu'à la réputation de Plankton voulant encore voler la recette du pâté de crabe. Les 2 compères associent pour découvrir la recette de cette fameuse boisson. |     |                                                                                |                          |                                                  |                    |                                                     |           |
| 79a | 19a | Super-fiable The Pink Purloiner                                                | Tom Yasumi               | Luke Brookshier, Tom King et Steven Banks        | 19 février 2007    | 15 octobre 2007                                     | -         |
| Aujourd'hui a lieu la saison de migration des méduses, de couleurs et de formes variées. Bob et Patrick sont très contents, surtout Bob avec son filet "Super-Fiable". Il peut attraper toutes les méduses qu'il veut alors que Patrick n'y arrive pas avec son vieux filet. Le lendemain, c'est le drame : le filet Super-Fiable a disparu. Bob mène l'enquête et soupçonne son ami Patrick. |     |                                                                                |                          |                                                  |                    |                                                     |           |
| 79b | 19b | Mini-Carlo Squid Wood                                                          | Andrew Overtoom          | Casey Alexander, Chris Mitchell et Dani Michaeli | 24 juillet 2007    | 15 octobre 2007                                     | -         |
| Bob cherche à jouer avec Carlo mais celui-ci refuse à toutes ses demandes. Il décide donc de créer son propre Carlo : une marionnette appelée Mini-Carlo. Ce Mini-Carlo à un grand succès, contrairement à l'original que tout le monde rejette. |     |                                                                                |                          |                                                  |                    |                                                     |           |
| 80a | 20a | La plus belle des journées Best Day Ever                                       | Larry Leichliter         | Nate Cash, Tuck Tucker et Steven Banks           | 10 novembre 2006   | 30 juin 2007                                        | 6,70,     |
| Bob a programmé sa journée parfaite : faire cuire des pâtés de crabes au restaurant du Capitaine Krabs, faire du karaté avec Sandy, pêcher la méduse avec Patrick et enfin assister au concert de Carlo. Mais tout ne déroule pas comme prévu : chacun à son lot de problèmes. |     |                                                                                |                          |                                                  |                    |                                                     |           |
| 80b | 20b | Bouboule The Gift of Gum                                                       | Alan Smart               | Zeus Cervas, Erik Wiese et Dani Michaeli         | 19 février 2007    | 30 juin 2007                                        | -         |
| C'est la fête des meilleurs amis, Bob et Patrick s'offre mutuellement un cadeau : Patrick reçoit un robot majordome qui exhausse la moindre de ces demandes tandis que Bob reçoit Bouboule, une boule de chewing-gum mastiqué géante. Chacun apprécie son cadeau. Mais Bouboule va devenir vite envahissante, ce qui va pousser Bob à s'en débarrasser. |     |                                                                                |                          |                                                  |                    |                                                     |           |